# Данилюк Тарас Васильович
Тарас Васильович Данилюк (нар. 29 січня 1984, с. Перерісль, Надвірнянський р-н, Івано-Франківська область, УРСР) — український та казахський футболіст, півзахисник та захисник клубу «Жетису».

## Кар'єра гравця
Ігрова кар'єра Тараса Данилюка почалася в 1998 році в клубі Другої української ліги «Ковель-Волинь». Потім грав за молодіжний склад «Карпат» (Львів), далі в 2000 році за «Шахтар-3» та «Шахтар-2», в 2001—2002 роках Данилюк - у складі донецького «Шахтаря». У 2003 році пограв за «Спартак» з Івано-Франківська та ФК «Севастополь» у другій лізі чемпіонату України.
У 2004 році виїхав до Казахстану, став грати за «Екібастузець» і став громадянином Казахстану.
Потім знову грав в Україні, в Литві, Росії. Сезон 2007 року провів в бєлгородському клубі, який виступав у другій лізі чемпіонату Росії.
З 2011 року знову грав у Казахстані за клуби «Атирау», «Жетису», «Спартак (Семей)», «Тараз». На даний час захищає кольори «Жетису», в складі виграв чемпіонат у Першій лізі Казахстану.